# Adrian R'Mante
Adrian R'Mante est un acteur et producteur américain né le 3 février 1978 à Tampa, Floride (États-Unis). Il est connu pour son rôle récurrent d'Esteban dans la série Disney La Vie de palace de Zack et Cody. Il a d'ailleurs fait une apparition dans le spin-off La Vie de croisière de Zack et Cody.

## Filmographie

### Acteur
- 2002 : The Diplomat
- 2000 : Artie : Johnny Alpha
- 2001 : All or Nothing : Ice
- 2002 : The Diplomat : Rome
- 2002 : S1m0ne : Premiere Audience Member
- 2003 : Truth and Dare : Nam
- 2004 : Straight-Jacket : Hector
- 2004: Alias : Diego
- 2005-2008 : La Vie de palace de Zack et Cody : Esteban Rulio Ricardo Montoya De La Rosa Ramírez
- 2010 : La Vie de croisière de Zack et Cody : Esteban Rulio Ricardo Montoya De La Rosa Ramîrez

### Producteur
- 2002 : The Diplomat